# VICTORY!〜フットガールズの青春〜
『VICTORY!〜フットガールズの青春〜』（ビクトリー！フットガールズのせいしゅん）は、2003年11月22日の19:00 - 20:54にフジテレビ系列で放送された、単発スペシャルのテレビドラマ。主演は松浦亜弥。

## 概要
チアリーディング部に所属するひとりの女子が、ひょんな事から放ったミラクルシュートの腕を見込まれ、連敗続きの女子フットサル部にスカウトされる。ミラクルシュートが放てなくなった女子を含めメンバー個々の様々な問題を抱えながらチームは、学園の存亡がかかった、全国大会地区予選に臨む。
2003年ワールドカップバレーボールの真っ只中に放送されたが、本作はバレーボールではなくフットサルをテーマにしたスポ根ドラマである。夢・友情・親子・家族・愛・ギャグ・派手なCG演出と、肩の力を抜いて楽しく見るのに十分な内容となっている。

## キャスト

### 為枝エンジェルス～為枝学園女子フットサル部
- 足田蹴子：松浦亜弥
- 飛田飛子：加賀美早紀
- 早川惚美：平山あや
- 滝沢智恵美：末永遥
- 熊沢庵子：ベッキー

### 為枝DAUGHTERS。～為枝学園チアリーディング部
- 石川梨華
- 加護亜依
- 高橋愛
- 小川麻琴

### LPデビルボディース～LP学園女子フットサル部
- 上原陽子：立川絵理
- 中江ともこ
- 根本はるみ
- 小林恵美
- 七海薫

### その他
- 半田雅夢（為枝エンジェルス監督）：中村俊介
- 足田天一（蹴子の弟）：須賀健太
- 沢木（飛子に絡むチンピラ）：そのまんま東
- 沢木の舎弟：お宮の松・無法松
- 試合実況アナウンサー：山崎まさや
- 試合審判：与座嘉秋
- 阪田マサノブ
- 小西大樹
- 田中仁浩
- 花山時雄：吉沢悠
- 熊沢虎夫（為枝学園校長）：勝野洋
- 足田厳太（蹴子の父）：柳葉敏郎

### スペシャルゲスト
- ゴリエ
- 久本雅美
- 水前寺清子
- 爆笑問題
- ラモス瑠偉
- ダンディ坂野

## スタッフ
- 脚本：鈴木おさむ
- プロデュース：栗原美和子
- 演出：久保田哲史
- 音楽：高橋諭一
- サウンドデザイン：志田博英
- ロケ協力：品川エトワール女子高等学校、ルネサス テクノロジ、東京都立大学 (1949-2011)ほか
- 技術協力：バスク
- 協力：日本サッカー協会、アディダス
- 製作著作：フジテレビ

## 主題歌
- モーニング娘。「Go Girl～恋のヴィクトリー～」

EDでは、本物のプロモーションビデオにインサートカットが入る形で、出演者全員が出演している。

## 国際放送
| 国             | チャンネル | イベント名                                              | 放送期間 |
| -------------- | --- | ------------------------------------------------------- | --- |
| 韓国           | KBS 2TV | VICTORY! ~ 풋 걸스의 청춘 ~                             | 2019年1月18日 |
| タイ王国       | Channel 3 | VICTORY!~ เยาวชนหญิงเท้า ~                                | 2019年2月3日 |
| 中華民国       | 東森綜合台 東森超視台 Warner Channel | VICTORY! 〜腳女青年〜                                   | 2019年2月23日 2019年3月15日 2023年8月18日 |
| 中国           | 上海電視台 北京電視台 廣州廣播電視台 瀋陽廣播電視台 重慶廣播電視總台 長沙廣播電視台 成都廣播電視台 武漢廣播電視台 福州廣播電視台 Warner Channel | VICTORY! 〜脚女的青春〜                                 | 2019年3月4日 2019年8月4日 2019年8月20日 2019年9月9日 2019年10月3日 2019年10月19日 2019年11月8日 2019年11月17日 2019年12月13日 2023年10月28日 |
| マカオ         | 澳門廣播電視澳門台 | VICTORY! 〜腳女的青春〜                                 | 2019年3月20日 |
| 香港           | 無綫電視翡翠台 | VICTORY! 〜腳女的青春〜                                 | 2019年3月24日 |
| シンガポール   | MediaCorp Channel 5 | VICTORY! 〜脚女青年〜                                   | 2019年4月8日 |
| マレーシア     | TV1 | KEMAMPANAN! ~ Pemuda Kaki Perempuan ~                   | 2019年4月19日 |
| インドネシア   | RCTI Indosiar MNCTV Bali TV | VICTORY! ~ Youth of Foot Girls ~                        | 2019年4月24日 2019年10月23日 2019年11月12日 2019年11月28日                                                                                   |
| フィリピン     | ABS-CBN IBC-13 RPN-9 SOLAR TV ABC-5 RJTV-29 | PANGKALAHATANG! ~ Kabataan ng mga Batang Babae sa Paa ~ | 2019年4月28日 2019年5月18日 2019年8月16日 2019年8月29日 2019年9月25日 2019年10月7日                                                          |
| インド         | DD National | विकी ~ ~ फुट गर्ल्स की जवानी ~                                  | 2019年5月7日 |
| ベトナム       | HTV9 HTV7 HTV2 | PHONG CÁCH! ~ Tuổi trẻ của những cô gái chân ~          | 2019年5月23日 |
| スペイン       | AXN | ¡VICTORIA! ~ Juventud de Foot Girls ~                   | 2019年5月27日 |
| アメリカ合衆国 | ABC | VICTORY! ~ Youth of Foot Girls ~                        | 2019年6月4日 |
| パキスタン     | PTV Home | شعر! ~ فوٹ گرلز کے نوجوانوں ~                           | 2019年6月15日 |
| イタリア       | Rai 1 | VITTORIA! ~ Youth of Foot Girls ~                       | 2019年6月20日 |
| コロンビア     | Television in Colombia | ¡VICTORIA! ~ Juventud de Foot Girls ~                   | 2019年6月24日 |
| ブラジル       | Television in Brazil | VITÓRIA! ~ Juventude de pé meninas ~                    | 2019年7月3日 |
| ロシア         | Channel One Russia | ПОБЕДА! ~ Youth of Foot Girls ~                         | 2019年7月7日 |
| ポルトガル     | Sony Entertainment Television | VITÓRIA! ~ Juventude de pé meninas ~                    | 2019年7月19日 |
| オランダ       | Television in the Netherlands | OVERWINNING! ~ Jeugd van voetmeisjes ~                  | 2019年7月23日 |
| デンマーク     | TV Syd | VIKTORY! ~ Ungdom af fodpiger ~                         | 2019年7月31日 |
| ラオス         | ラオス国営テレビ | VICTORY! ~ ຊາວ ໜຸ່ມ ຂອງເດັກຍິງຕີນ ~                          | 2019年9月21日 |
| ミャンマー     | Warner Channel | အောင်ပွဲ!~ခြေလျင်လူငယ်လေးများ~                                          | 2023年7月21日 |
| メキシコ       | Universal Channel | ¡VICTORIA! ~ Juventud de Foot Girls ~                   | 2023年10月31日 |